# Ports de Tortosa-Beseit
Die Ports de Tortosa-Beseit (Katalanisch auch Ports de Tortosa, Ports de Beseit oder einfach Els Ports; Aragonesisch Puertos de Bezeit; Spanisch Puertos de Tortosa-Beceite) sind ein Bergmassiv im äußersten Osten des Iberischen Gebirges in den Provinzen Castellón, Tarragona und Teruel und bilden den Übergang zur Serralada Prelitoral Catalana, den Katalanischen Küstenbergen.

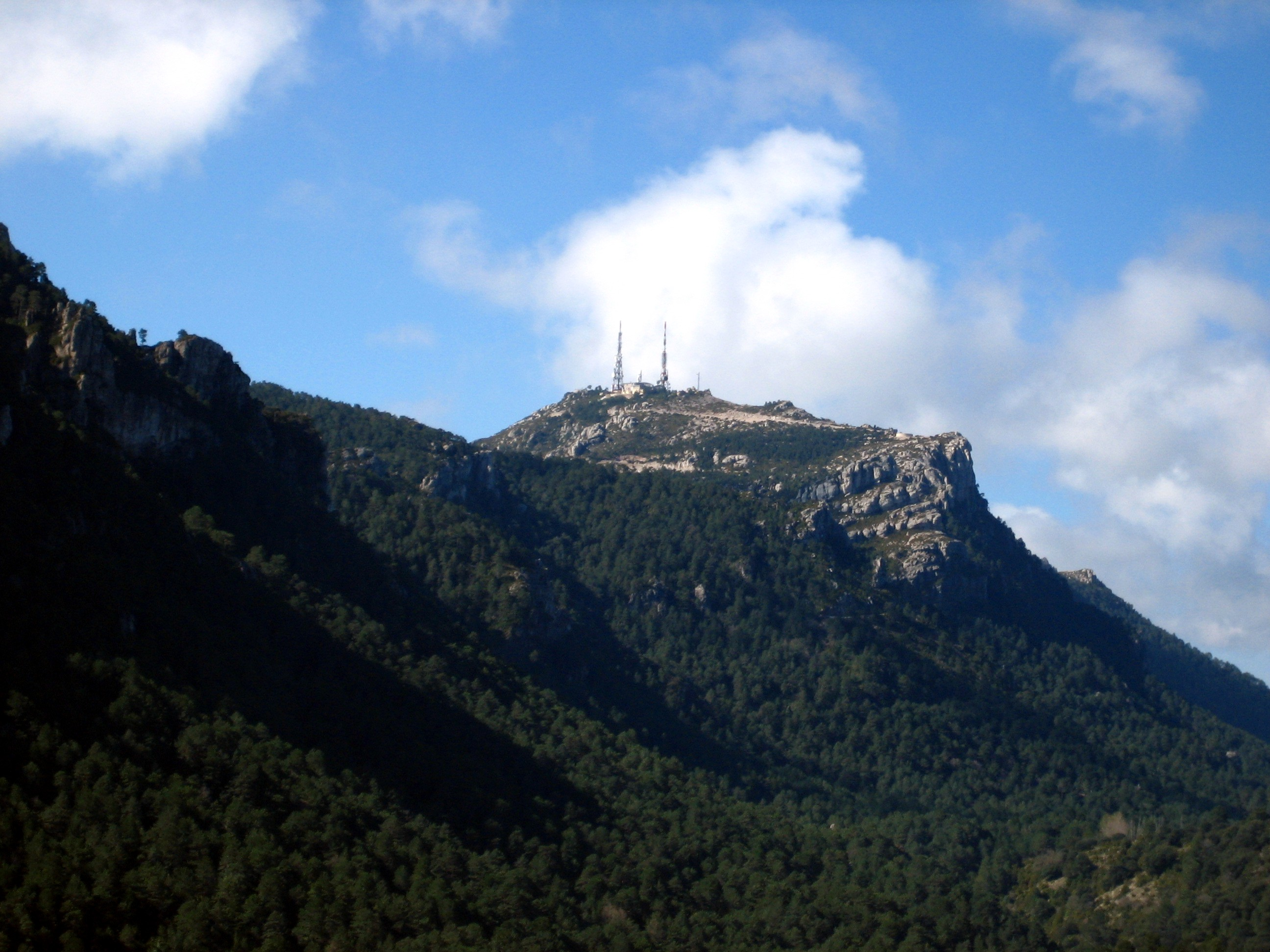
Monte Caro

Die Vegetation besteht zu einem guten Teil aus Kiefern-Wäldern (Bergkiefer) sowie Eichen und Steineichen, zu einem geringeren Teil auch aus Rotbuchen. Das Gebirge beherbergt die größte Population des Iberischen Steinbocks.
Es sind mehrere Naturschutzgebiete ausgewiesen. Im katalanischen Teil umfasst der Parc Natural dels Ports eine Fläche von 35.110 Hektar. Der Parc Natural de la Tinença de Benifassà im valenzianischen Teil ist 5000 Hektar groß.